# Донецьке (селище)
Доне́цьке — селище Миколаївської міської громади Краматорського району Донецької області, Україна. Населення становить 664 особи.

## Географічне положення
Селище Донецьке лежить на річці Сіверський Донець за 106 км від Донецька.

## Історія
6 жовтня 2014 року в селищі Донецьке сили АТО відбили атаку диверсійно-розвідувальної групи російських найманців.

## Населення

### Мова
Розподіл населення за рідною мовою за даними перепису 2001 року:
| Мова            | Кількість | Відсоток |
| --------------- | --------- | -------- |
| українська      | 371       | 52.70%   |
| російська       | 327       | 46.45%   |
| інші/не вказали | 6         | 0.85%    |
| Усього          | 704       | 100%     |

## Галерея

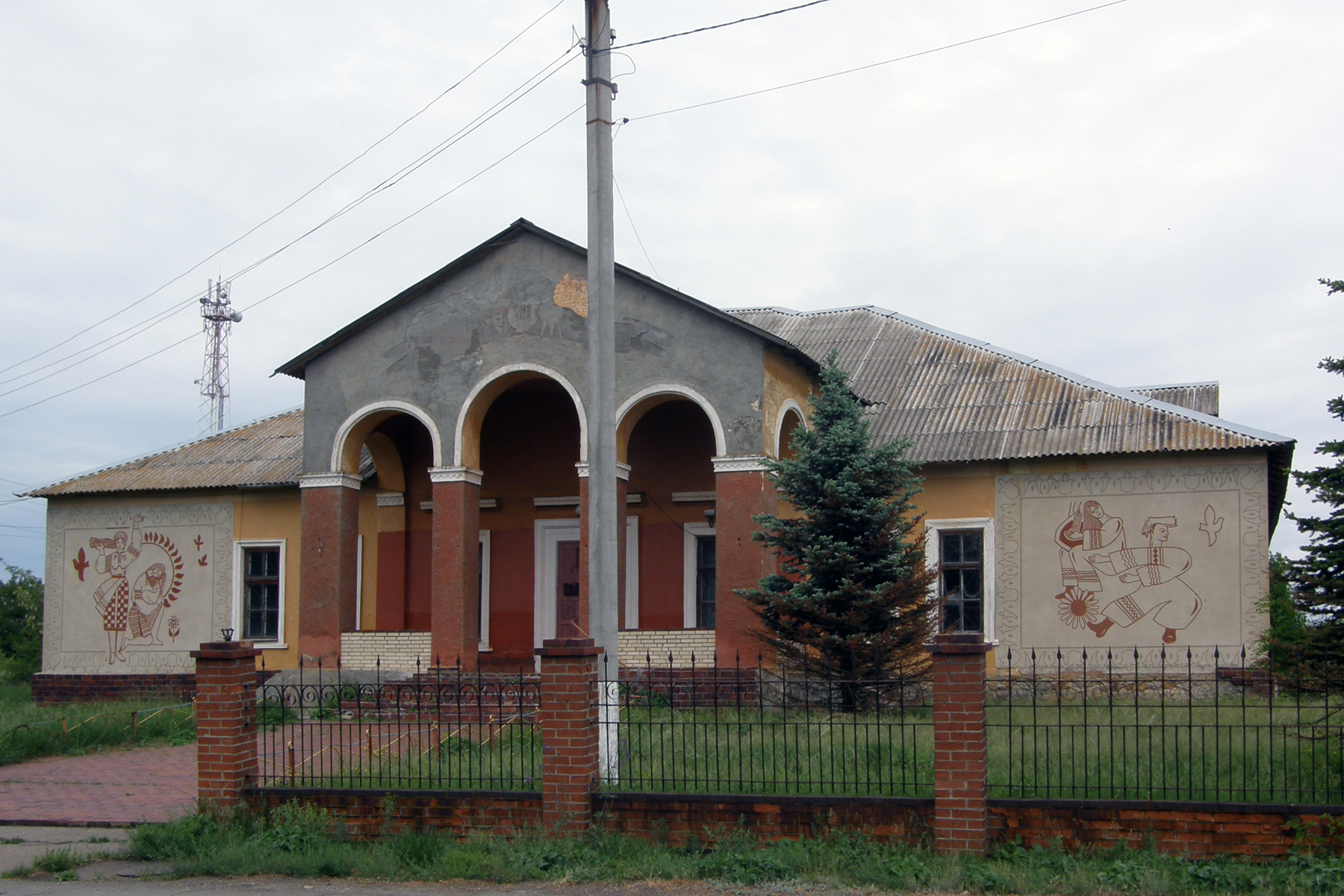
Клуб
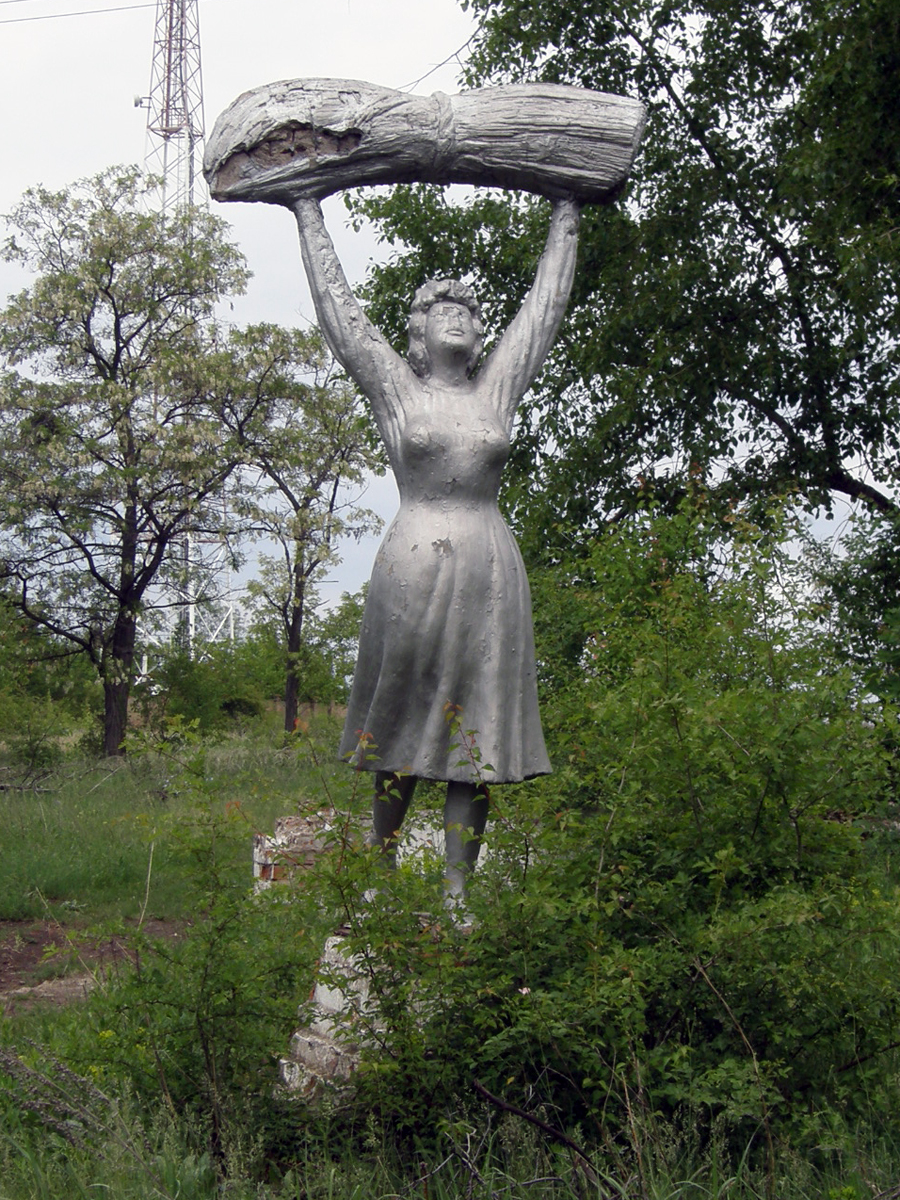
Скульптура жінки
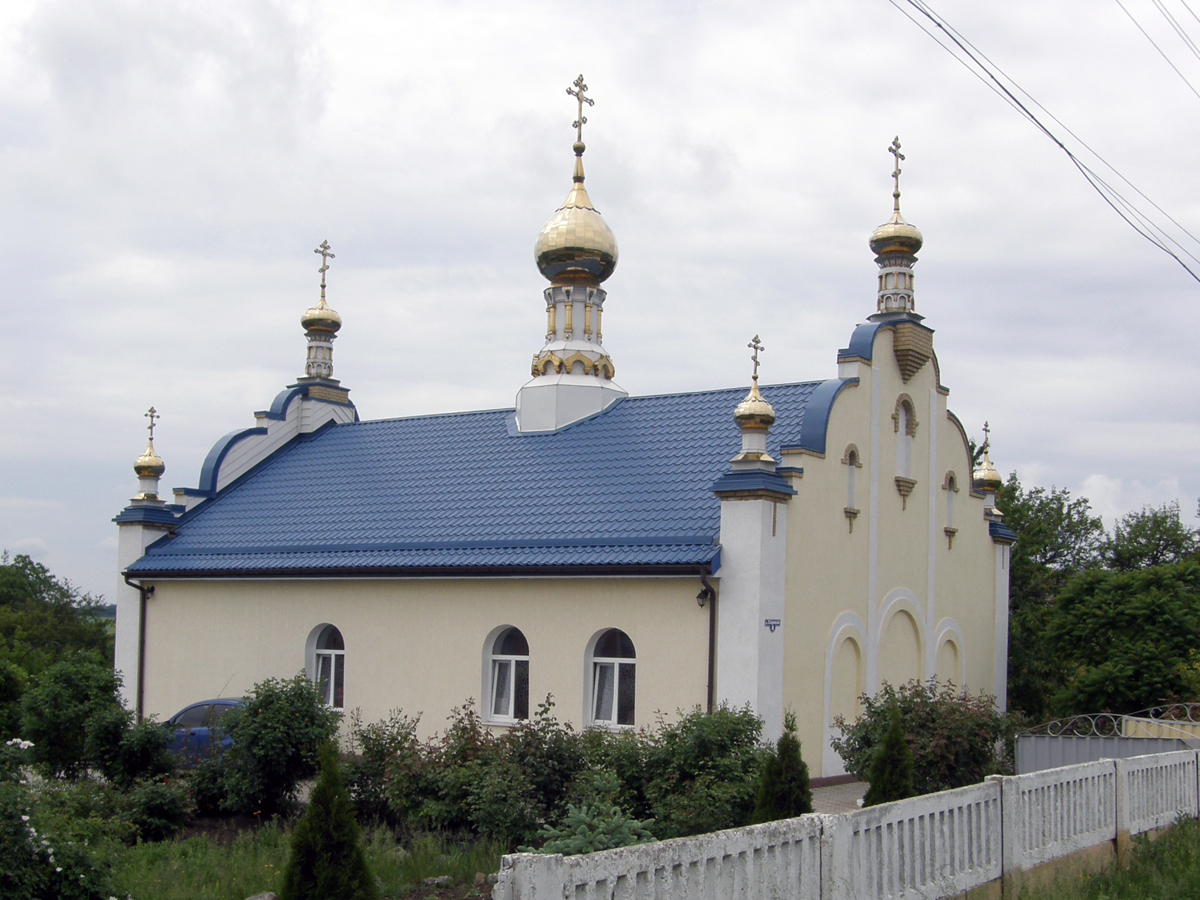
Церква Кирила і Мефодія

## Джерело
- Сили АТО завадили прориву російських диверсантів в Слов'янському районі [Архівовано 4 березня 2016 у Wayback Machine.]